# Spiraea raizadae
Spiraea raizadae är en rosväxtart som beskrevs av G. Panigrahi och K.M. Purohit. Spiraea raizadae ingår i släktet spireor, och familjen rosväxter. Inga underarter finns listade i Catalogue of Life.